# James Marsh
James Marsh (ur. 30 kwietnia 1963 w Truro) – brytyjski reżyser, scenarzysta i producent filmowy. Odnosi sukcesy zarówno w kinie fabularnym, jak i dokumentalnym.
Laureat Oscara za najlepszy pełnometrażowy film dokumentalny za Człowieka na linie (2008), poświęconego postaci francuskiego linoskoczka Philippe'a Petita, który przeszedł na linie zawieszonej pomiędzy szczytami nowojorskich wież World Trade Center. Jego kolejny dokument, Projekt Nim (2011), opowiadał o nieudanym eksperymencie naukowym polegającym na wychowywaniu małego szympansa przez ludzi w sposób identyczny do wychowywania dziecka. Film nagrodzono za najlepszą reżyserię na Sundance Film Festival.
Reżyser sprawdził się nie tylko w filmach dokumentalnych. Jego fabuła Kryptonim: Shadow Dancer (2012) opowiadała o zwerbowanej do współpracy z brytyjskim wywiadem dawnej bojowniczce IRA. Największy sukces odniósł Marsh biografią słynnego niepełnosprawnego naukowca Stephena Hawkinga pt. Teoria wszystkiego (2014), która przyniosła Eddiemu Redmayne'owi Oscara dla najlepszego aktora. Obraz zdobył również Nagrodę BAFTA dla najlepszego brytyjskiego filmu roku.